# Dimension X (datorspel)
Dimension X är ett actionspel till Atari 800, utgivet 1984 av Synapse Software. Det designades av Steve Hales.

## Handling
En krigare från "Dimension X" skall försvara planeten "Jaraloba" från "Rigillians". På planeten finns 25 sektorer som spelaren skall slå sig genom. Spelet syns ur förstapersonsperspektiv, där huvudpersonen sitter i cockpiten inuti en luftfarkost.

### Fotnoter
1. ↑  ”Steve Hales” (på engelska). Dadgum Games. http://www.dadgum.com/halcyon/BOOK/HALES.HTM. Läst 11 december 2015.
2. ↑  ”Dimension X (Atari 8-bit)” (på engelska). Mobygames. 14 mars 1984. http://www.mobygames.com/game/atari-8-bit/dimension-x. Läst 11 december 2015.